# 小鳥遊かな
小鳥遊 かな（たかなし かな、4月4日 - ）は、日本の女性声優。京都府城陽市出身。

## 人物
2014年デビュー。B-Boxに所属していたが、2016年3月からフリーとなった。当初の芸名は竹村加奈。2016年9月に芸名を竹村かなに変更。
2017年12月、声優サバイバル Season4で優勝。
2024年6月7日、Rock’n’Banana Artistsに所属するとともに芸名を小鳥遊かなに改名することを発表。
　保育士免許・幼稚園教諭2種免許を所持している。

## 出演作品

### テレビアニメ
2014年
- ブラック・ブレット（少女）
- ガールフレンド（仮）（女子生徒）

2015年
- ユリ熊嵐（生徒3）

### 劇場アニメ
2014年
THE LAST -NARUTO THE MOVIE-

### WEB・その他アニメ
2016年
地下鉄に乗るっ（太秦麗）

### ゲーム
2014年
- ヘルプ!!!〜恋が丘学園おたすけ部〜（獅子内夏海（初期））
- 雀王（東山朱美）

2015年
- 絶対階級学園

### DVDドラマ
- ぞくり。怪談夜話 投稿実話物語 冥（2018年）

### オーディオドラマ
- 特殊性癖教室へようこそ（2018年、伏黒祈梨）[11]

### パチンコ・パチスロ
- CRA ヘルプ!!! 恋が丘学園おたすけ部（獅子内夏海）

### ラジオ
- CityFMさいたま(REDS WAVE)「アニドラファンタジー！」内ラジオドラマ「海の向こうの婚約者」[12]

### リーディングライブ
- 2015年2月27日 Alliance Infection vol.11 -Reading Live-[13]
- 2015年3月27日 Alliance Infection vol.12 -Reading Live-「フラグクラッシャー 勝一」（マリア）[14][15]

### ボイスオーバー
- 日立 世界・ふしぎ発見!

### PRキャラクター
- 広洋産業 PRキャラクター ラビッティ[10]